# Liste der Monuments historiques in Chouilly
Die Liste der Monuments historiques in Chouilly führt die Monuments historiques in der französischen Gemeinde Chouilly auf.

## Liste der Immobilien
| Bezeichnung         | Beschreibung                                       | Standort                 | Kennzeichnung | Schutzstatus | Datum | Bild           |
| ------------------- | -------------------------------------------------- | ------------------------ | ------------- | ------------ | ----- | -------------- |
| Grotte von Saran IV | Grabhöhle der Seine-Oise-Marne-Kultur, Neolithikum | südlich des Ortes (Lage) | PA00078668    | Classé       | 1962  | weitere Bilder |

## Liste der Objekte
| Bezeichnung                      | Beschreibung                                      | Standort                       | Kennzeichnung | Schutzstatus | Datum | Bild |
| -------------------------------- | ------------------------------------------------- | ------------------------------ | ------------- | ------------ | ----- | ---- |
| Skulptur Heiliger Sidonius       | Holz, 17. Jahrhundert                             | in der Kirche St-Martin (Lage) | PM51002606    | Inscrit      | 1977  |      |
| Zwei Zelebrantenstühle           | Holz, 19. Jahrhundert                             | in der Kirche St-Martin (Lage) | PM51002610    | Inscrit      | 1977  |      |
| Gemälde Mariä Himmelfahrt        | Ölfarbe auf Leinwand, 18. Jahrhundert             | in der Kirche St-Martin (Lage) | PM51002608    | Inscrit      | 1977  |      |
| Prozessionsstab Heiliger Vinzenz | Holz, um 1860; 2014 gestohlen                     | in der Kirche St-Martin (Lage) | PM51001804    | Inscrit      | 1977  |      |
| Prozessionsstab Heiliger Eligius | Holz, Anfang des 19. Jahrhunderts; 2014 gestohlen | in der Kirche St-Martin (Lage) | PM51001805    | Inscrit      | 1977  |      |
| Skulptur Heiliger Remigius       | Holz, 17. Jahrhundert                             | in der Kirche St-Martin (Lage) | PM51002611    | Inscrit      | 1977  |      |
| Gemälde Christus am Ölberg       | Ölfarbe auf Leinwand, 18. Jahrhundert             | in der Kirche St-Martin (Lage) | PM51002609    | Inscrit      | 1977  |      |
| Prozessionsstab Maria Immaculata | Holz, Ende des 19. Jahrhunderts                   | in der Kirche St-Martin (Lage) | PM51002612    | Inscrit      | 1977  |      |
| Kirchenbänke und Kommuniontisch  | Holz, 16. Jahrhundert                             | in der Kirche St-Martin (Lage) | PM51002607    | Inscrit      | 1977  |      |